# Riout 102T Alérion
Der Riout 102T Alérion ist der Prototyp eines einsitzigen Ornithopters des französischen Ingenieurs René Riout aus dem Jahr 1937.

## Vorläufer
René Riout war zunächst bei Automobilbauern tätig, bis er auf die Luftfahrttechnik umschwenkte und verschiedene Segel- und Propellerflugzeuge entwickelte. 1907 gelangen ihm die ersten Flüge mit kleinen Ornithoptermodellen, die bis zu 220 m weit flogen. 1910 erhielt er Patente in Frankreich sowie 1911 in Großbritannien und den USA für Fluggeräte, die durch Schlagflügel angetrieben werden. Verformbare Flügel sollten dazu in der Aufwärtsbewegung in waagerechter Gleitposition gehalten werden, während sich in der Abwärtsbewegung die Hinterkante der Flügel nach oben biegt, um den Vortrieb zu erzeugen, wobei die Verformung zur Flügelspitze hin stärker ausgeprägt sein sollte. 1912 baute er zusammen mit seinem Partner Dubois den ersten bemannten Ornithopter DuBois-Riout. Dieser hatte eine Flügelspannweite von 10,5 m bei einer Flügelfläche von 15 m². In dem 360 kg schweren DuBois-Riout kam zunächst ein 25,7 kW starke Motor von Viale zum Einsatz, mit dem die ersten Starts gelangen. 1916 gelang Riout mit einem 37 kW von Gnome et Rhône ein spektakulärer Flug vor einer technischen Kommission, bei dessen Landung allerdings das Fahrwerk brach und die Maschine einen Totalschaden erlitt, was die weitere Erprobung verzögerte. Schließlich wurde die Weiterentwicklung mit dem beginnenden Ersten Weltkrieg eingestellt.

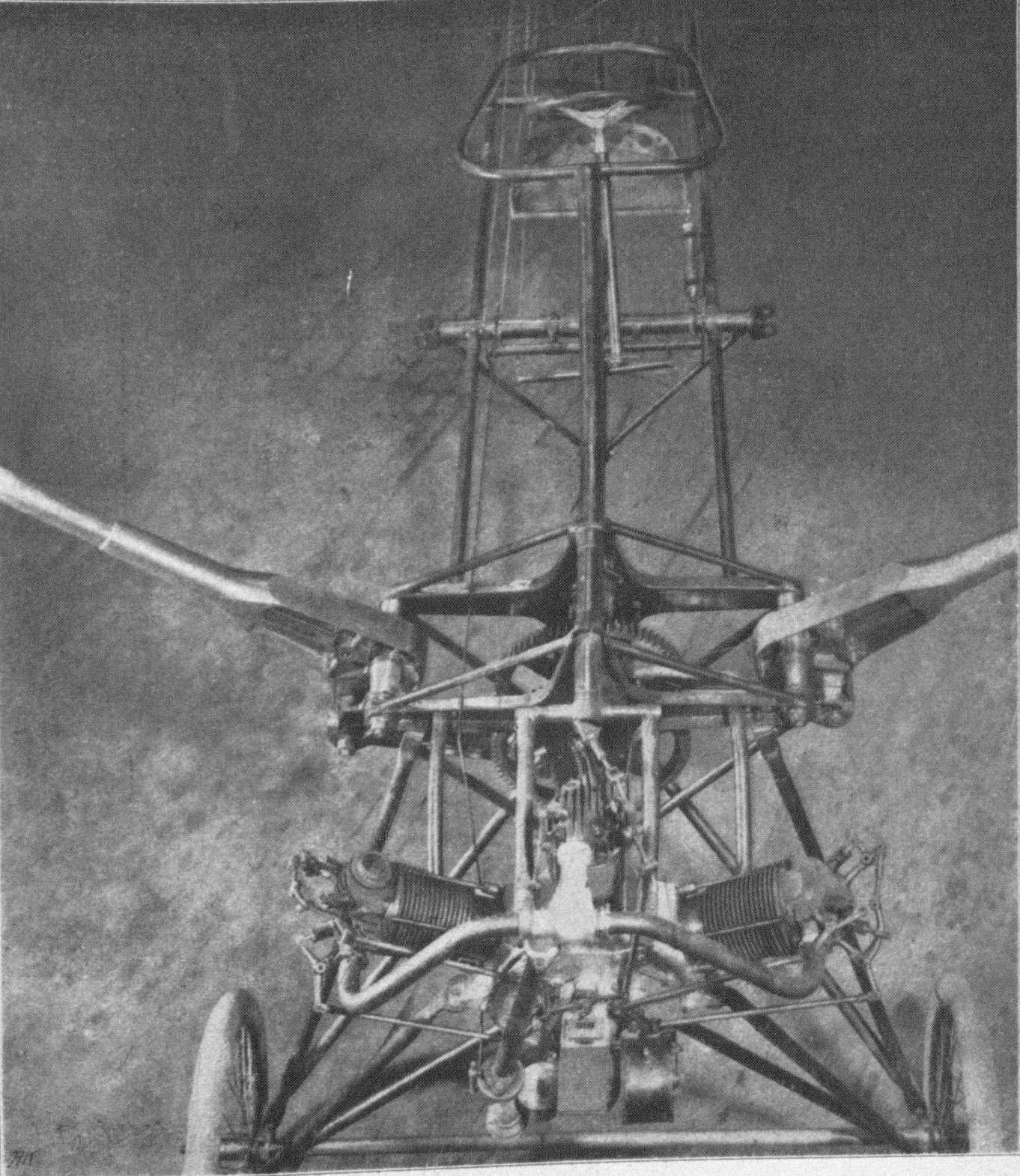
Schwingenflugzeug von Riout (1912)
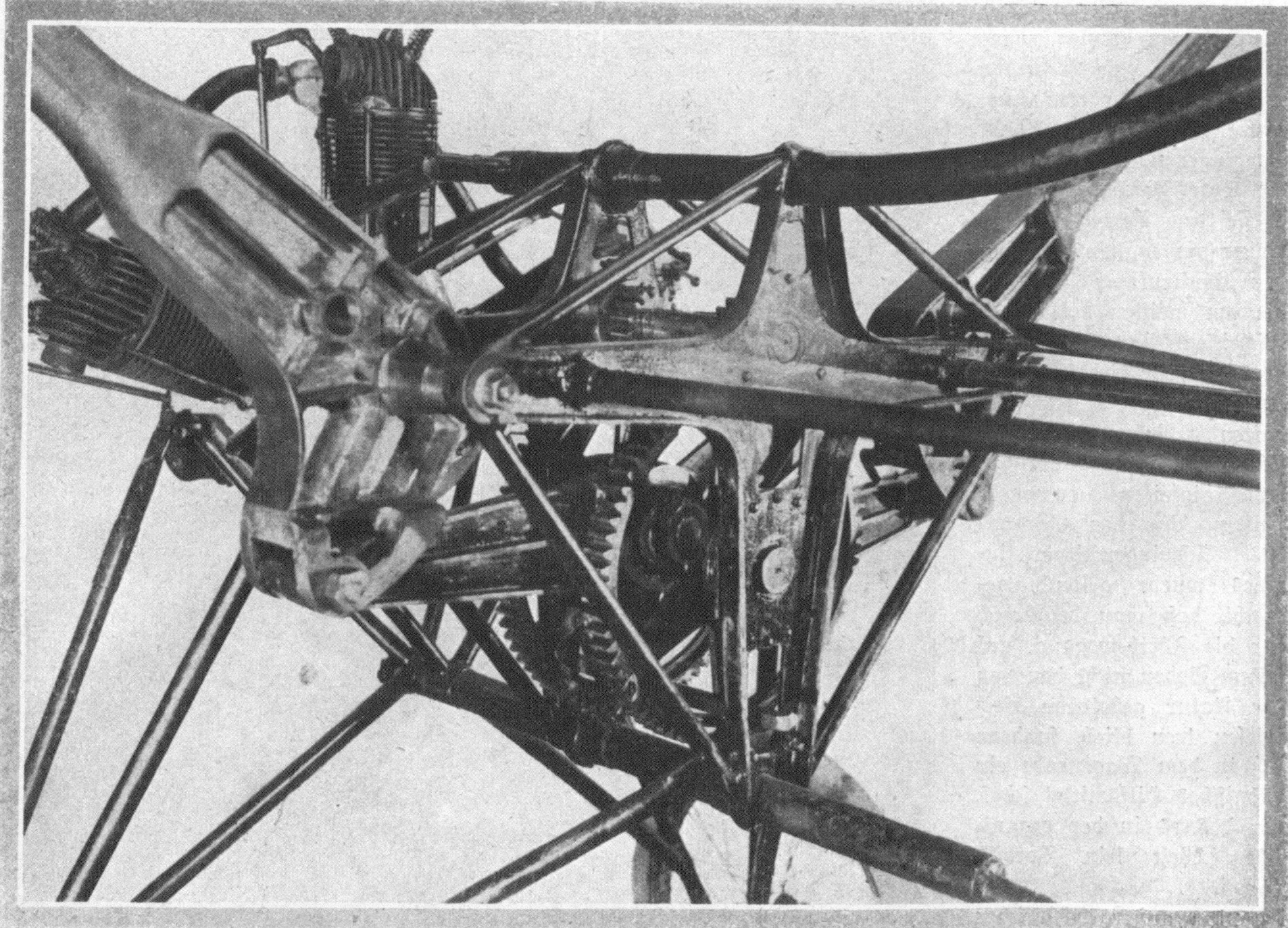
Detail des Antriebs der Flügel beim Schwingenflugzeug (1912)

Nach dem Ersten Weltkrieg entwarf Riout weitere Fluggeräte mit Schlagflügeln, die bei Herstellern jedoch nur auf geringes Interesse stießen. Er experimentierte mit zahlreichen Flugmodellen, von denen eines 1930 eine Flugweite von 150 m und Flughöhen von 5 bis 10 m erreichte.

## Entwicklungsbeginn

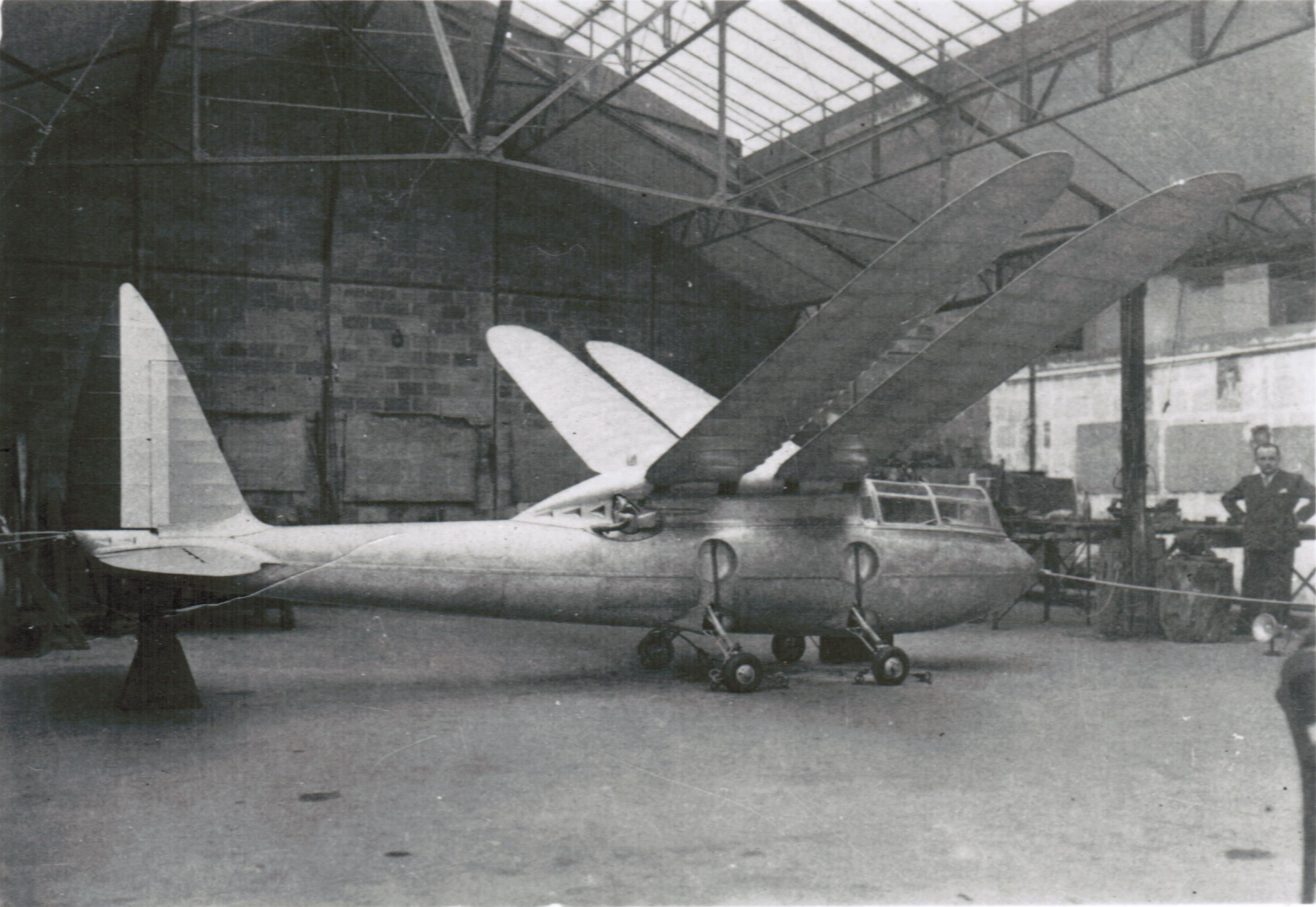
Seitenansicht mit bespannten Flügeln, ca. 1938

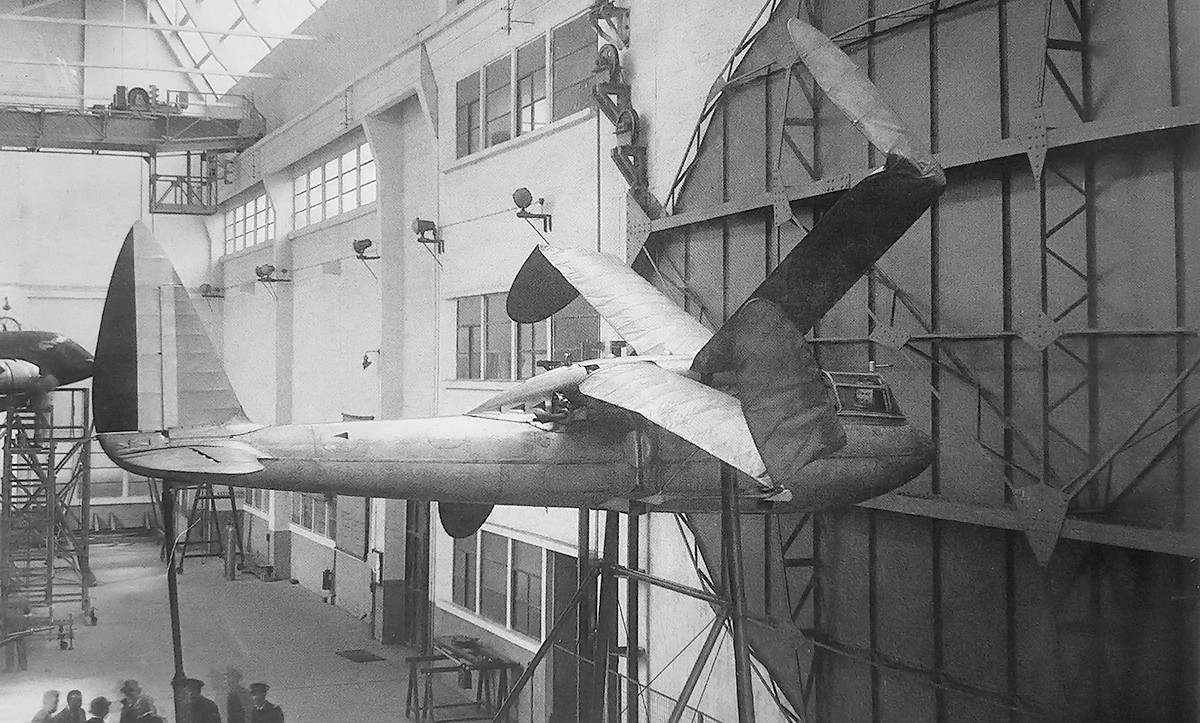
Riout 102T Alérion nach dem Flügelbruch im Windkanal, April 1938

1933 reichte er Entwürfe und Modelle von 100 bis 500 g leichten, zwei- und vierflügeligen Schlagflüglern beim Service technique de l’aéronautique – STAé ein, die Flugweiten von bis zu 100 m erreichten. Daraufhin erhielt er den Auftrag zum Bau eines Erprobungsmodells mit Elektromotor im Maßstab 1:5. Das 1934 fertiggestellte Modell wurde vom 11. November 1934 bis 1. Februar 1935 etwa 200 Stunden lang im Windkanal von Issy-les-Moulineaux bei Paris getestet und bestätigte die Machbarkeit des Entwurfs. Auf Grundlage der Testergebnisse sollte ein flugfähiges Flugzeug mit einem 67-kW-Motor Geschwindigkeiten von 200 km/h erreichen können, worauf Riout den Auftrag zum Bau eines Prototyps erhielt.
Der Prototyp wurde Ende 1937 im Werk des Karosseriebauers Émile Tonnelline in Courbevoie gebaut und im Flugzeugwerk Ateliers d’Aviation Louis Breguet in Villacoublay endmontiert. Er absolvierte eine Reihe von Tests am Boden und im Windkanal des Service technique de l’aéronautique – STAé in Chalais-Meudon. Hier wurde festgestellt, dass der Motor statt der projektierten 56 kW nur eine Leistung von etwa 45 kW erreichte; trotzdem wurden die Tests fortgeführt. Das Gerät hatte bis dahin drei Stunden lang erfolgreich Stabilitätstest im Windkanal absolviert. Am 12. April wurde das Fluggerät zunächst zwei Minuten mit ruhenden Flügeln und dann im Schlagflug getestet. Nach 20 Minuten bei Windgeschwindigkeiten von 125 km/h wurde die Motordrehzahl auf 4500 min−1 angehoben, in der Folge erlitt zunächst eine Tragfläche nach 10 Sekunden einen Strukturschaden und knickte am äußeren Drittel ein, worauf die übrigen drei Tragflächen ebenfalls auf gleiche Weise brachen. Bereits vor der Havarie hatte Riout einige strukturelle Änderungen bei der STAé beantragt, die jedoch nach der Havarie abgewiesen wurden. Mit Beginn des Zweiten Weltkriegs wurde die weitere Entwicklung des Projekts eingestellt. Die beschädigten Flügel wurden entsorgt und der Flugzeugrumpf wurde eingelagert.
Der Rumpf wurde 2005 in einer verlassenen Fabrik in La Couture-Boussey wiedergefunden und in das Musée Régional de l’Air in Angers gebracht, wo er teilrestauriert wurde und in der Dauerausstellung ausgestellt ist.

## Konstruktion
Der zigarrenförmige Rumpf des Alérion besteht aus einem Gitterrahmen aus Stahlrohren mit Aluminiumbeplankung; er ist 6,40 m lang und 2,49 m hoch. Hinter dem Cockpit sind zwei schwenkbare Paare Schlagflügel hintereinander an einem Metallträger am Rumpf angeschlagen. Die Flügel bestehen aus Metallrahmen mit Stoffbespannung und haben eine Flügelspannweite von etwa 8 m. Der Flügelschlag beschreibt einen Bogen von 50°, davon 40° oberhalb und 10° unterhalb der Flügelachse. Die Flügelspitzen reichen in der unteren Position 0,67 m und in der oberen Position 4,1 m über den Boden. Hinter der Flügelaufnahme befindet sich ein 56 kW starker V-2-Zylinder-Einbaumotor mit OHV-Ventilsteuerung von J.A.P. (möglicherweise ein JAP 8/75). Die Flügel werden vom Motor über eine Kurbelwelle und Pleuelstangen paarweise angehoben und abgesenkt, wobei die vorderen und hinteren Flügelpaare gegenläufig schwingen. Die genaue Ansteuerung der Flügel konnte noch nicht sicher rekonstruiert werden, da die ursprünglichen Flügel nicht mehr erhalten sind. Auftrieb und Vortrieb sollten über Verwerfungen der hinteren Flügelflächen beim Schlagflug erreicht werden. Das Leitwerk ist mit Höhen- und Seitenruder konventionell ausgelegt. Das Fahrwerk besteht aus vier einziehbaren Rädern mit einer Spurweite von 1,3 m; das Leergewicht des Flugzeugs liegt bei 500 kg und das Abfluggewicht bei 630 kg.

## Trivia
Möglicherweise war der Riout 102T Alérion einer der Ideengeber für die Ornithopter-Fluggeräte in Frank Herberts Romanzyklus Dune und den darauf basierenden Verfilmungen.

## Vergleichbare Typen
Konstruktiv ist der Riout 102T mit dem ebenfalls vierflügligen, jedoch bedeutend kleineren Festo BionicOpter vergleichbar. Zweiflüglige flugfähige Varianten sind das Festo SmartBird oder der DelFly der Technischen Universität Delft.